# Vólos
Vólos ou Volo (en grec Βόλος) est une ville grecque, préfecture du nome de Magnésie, dans la région de Thessalie. Elle est située au pied du mont Pélion, au fond du golfe Pagasétique.
Vólos est un port important, notamment pour la desserte des Sporades. Il est le troisième port de Grèce pour le trafic de fret. La ville, qui accueille l'université de Thessalie, est aussi une importante cité industrielle.
C'est aussi la ville natale du peintre Giorgio De Chirico et du musicien Vangelis.
Vólos a accueilli le tournoi olympique de football en 2004 et a été, un moment, retenue pour accueillir les Jeux méditerranéens de 2013, mais en a été écartée en janvier 2011.

## Histoire
Vólos, très proche des sites de Dimini et Sésklo, était déjà fréquentée au néolithique par des pêcheurs comme en témoignent les monceaux de coquillages et d'os de poissons. Dans l'antiquité elle se nommait Iolcos, cité grecque fondée, selon la légende, par Créthée, et liée au périple de Jason et des Argonautes, dont elle serait le port de départ. La ville moderne est aussi construite sur les sites des cités antiques de Démétrias et de Pagases.
Successivement macédonienne après la défaite d'Onomarchos, puis romano-byzantine, italo-latine, serbe et enfin ottomane, Vólos n'était avant 1841 qu'un hameau, où l'on comptait 80 maisons en 1858.
Le nom de Vólos, cité pour la première fois dans un document byzantin de 1333 sous la forme Γόλος (Golos), est d'étymologie incertaine, peut-être d'origine slave comme d'autres villes de Magnésie telles Velestíno ou Zagora (gološ : « chef-lieu ») ou via le turc Yolkaz qui serait une déformation de Iolkos. Une étymologie grecque (βολή : « filet de pêche épervier » ou βώλος : « arpent de terre ») proposée au XIXe siècle semble abandonnée mais serait à l'origine du glissement de l'usage de Golos vers Volos.
Lorsque la ville fut rattachée à la Grèce, en 1881, elle n'avait que 4 900 habitants et ne connut vraiment un développement qu'à la fin du XIXe siècle, devenant alors très vite un port actif, attirant commerçants et marins. Sa population explosa avec l'arrivée des réfugiés grecs d'Asie Mineure dans les années 1920 : 30 000 habitants en 1920, 48 000 en 1928. C'est alors que fut construit le quartier de Néa-Ionia, la « Nouvelle-Ionie ».

## Géographie
Au pied du Pélion, Vólos est traversée par trois fleuves qui descendent du massif et se jettent dans le golfe Pagassitique : l'Anavros, le  Kravsidonas et le Xirias. À l'ouest de la ville, la zone humide de Bourboulithra (de bourbouli, « les bouillons ») abrite un fragile et utile écosystème limnique.

## Population
| 1951   | 1961   | 1971   | 1981   | 1991   |
| ------ | ------ | ------ | ------ | ------ |
| 73 178 | 80 846 | 88 096 | 71 378 | 77 192 |

| 2001   | 2011   | 2021   | - | - |
| ------ | ------ | ------ | - | - |
| 82 439 | 86 046 | 85 803 | - | - |

## Économie
Vólos est une des villes de province les plus industrialisées. La Cigaretterie Matsággos est par exemple la plus grande usine de tabac de Grèce au milieu du XXe siècle. En plus de la sidérurgie, on y trouve une filiale de Lafarge SA.
Son réseau de chemin de fer a été construit avec des capitaux français fin du XIXe siècle,.

## Personnalités liées à Vólos
- Joachim Alexopoulos (1873-1959), métropolite de Volos, Juste parmi les nations (Yad Vashem, 13 octobre 1997). Avec le grand-rabbin de Volos, Moïsis Pessah, il parvient à sauver 74 % de la population juive de la ville. Sa cathédrale servit de cache pour sauver les instruments du culte de la synagogue[10].
- Giorgio De Chirico (1888-1978), peintre, né à Volos.
- Thália Koutroumanídou, volleyeuse de plage.
- Kostas Papaïoannou (1925-1981), philosophe et historien de l'art.
- Georges Feher (1929‑2015), peintre ayant effectué plusieurs séjours à Volos qui constitue, avec le mont Pelion et de proches villages, l'un des thèmes de son œuvre.
- Vangélis Papathanassíou (1943-2022), musicien et créateur du groupe Aphrodite's Child, pionnier de la musique électronique et compositeur de musiques de film ayant reçu un Oscar à ce titre, né tout près, à Agría.
- Moïsis Pessah (1869-1955), grand-rabbin de Grèce, de 1946 à sa mort. Il s'est distingué par son courage face à l'occupant nazi, par son zèle pour la communauté israélite de la ville et par son souci du dialogue judéo-chrétien[11].

## Jumelages
| Ville | Ville             | Pays | Pays     | Période                   |
| ----- | ----------------- | ---- | -------- | ------------------------- |
|       | Antofagasta       |      | Chili    |                           |
|       | Batoumi           |      | Géorgie  | depuis le 29 juillet 2007 |
|       | Le Mans           |      | France   |                           |
|       | Pleven            |      | Bulgarie | depuis août 2015          |
|       | Rostov-sur-le-Don |      | Russie   |                           |
|       | Smederevo         |      | Serbie   |                           |